# Amour-Légende
 (juillet 2024).
Si vous disposez d'ouvrages ou d'articles de référence ou si vous connaissez des sites web de qualité traitant du thème abordé ici, merci de compléter l'article en donnant les références utiles à sa vérifiabilité et en les liant à la section « Notes et références ».
Albums de Henry Torgue et Serge Houppin
Les Mystères de Subal
(1990) Ulysse
(1993)
Amour-Légende est le cinquième album de Torgue et Houppin sorti en 1992.

## Composition
L'album a été écrit pour la musique de deux spectacles de danse contemporaine de Jean-Claude Gallotta : La Légende de Roméo et Juliette (1991) et La Légende de Don Juan (1992).

## Sortie
L'album est paru en 1992 chez Hopi Mesa.

## Titres de l'album
1. Roméo
2. Les Racines du rêve
3. Obséduction
4. La Petite Messe
5. Cadran lunaire
6. Amour-Légende (en collaboration avec Pascal Gravat)
7. Don Juan dépouillé
8. Hommage aux pieds nus
9. Solitaire
10. Juliette
11. Te souviens-tu ?
12. Le Balcon
13. Carré de femme
14. Brume